# Campionati europei di nuoto paralimpico 2024
I Campionati europei di nuoto paralimpico 2024 sono stati la settima edizione dei Campionati europei di nuoto paralimpico, una competizione continentale di nuoto per nuotatori con disabilità. Si è svolta a Funchal, in Portogallo, dal 21 al 27 aprile 2024. Questa è stata la terza volta che i campionati sono stati ospitati dalla città portoghese, dopo le edizioni del 2016 e del 2021.
La competizione è valsa anche come evento di qualificazione per le Paralimpiadi di Parigi, che si sono svolte nello stesso anno: per questo motivo è stata concessa la partecipazione anche ad atleti non europei, i cui risultati non sono stati conteggiati nel medagliere.

## Medagliere
Di seguito le prime 10 posizioni del medagliere, aggiornate al 27 aprile 2024.
| Pos. | Paese         | Oro | Argento | Bronzo | Totale |
| ---- | ------------- | --- | ------- | ------ | ------ |
| 1    | Italia        | 26  | 21      | 16     | 63     |
| 2    | Ucraina       | 21  | 26      | 21     | 68     |
| 3    | Paesi Bassi   | 13  | 8       | 7      | 28     |
| 4    | Gran Bretagna | 13  | 8       | 5      | 26     |
| 5    | Spagna        | 10  | 15      | 14     | 39     |
| 6    | Francia       | 8   | 8       | 9      | 25     |
| 7    | Germania      | 7   | 6       | 5      | 18     |
| 8    | Israele       | 6   | 5       | 4      | 14     |
| 9    | Irlanda       | 3   | 4       | 5      | 12     |
| 10   | Svizzera      | 3   | 1       | 1      | 5      |